# SMS Goeben
La SMS Goeben ("Nave di Sua Maestà Goeben") fu il secondo incrociatore da battaglia della classe Moltke della marina imperiale tedesca, varato nel 1911, deve il suo nome al generale August Karl von Goeben (1816–1880). Insieme al suo gemello SMS Moltke, il Goeben aveva una configurazione simile alla classe precedente Von der Tann, ma più grande e con una corazzatura più spessa e con l'aggiunta di due cannoni in una nuova torre. In confronto con le pari classe della Royal Navy (classe Indefatigable), erano più grandi e meglio corazzati.
Quattro mesi dopo la sua entrata in servizio del 2 luglio 1912, la Goeben, con l'incrociatore leggero SMS Breslau, costituì la Mittelmeerdivision (Divisione del Mediterraneo) della Marina tedesca che operò durante le guerre balcaniche. Dopo lo scoppio della prima guerra mondiale, il 28 luglio 1914, la Goeben e la Breslau sfuggirono alle forze navali britanniche e raggiunsero Costantinopoli. Le due navi furono cedute all'Impero Ottomano il 16 agosto 1914 e la Goeben divenne l'ammiraglia della Marina ottomana con il nome di Yavuz Sultan Selim, abbreviato in Yavuz. Nel 1936 fu ribattezzata TCG Yavuz (Türkiye Cumhuriyeti Gemisi Yavuz, "Nave della Repubblica Turca Yavuz"); trasportò le spoglie mortali di Mustafa Kemal Atatürk da Istanbul a İzmit nel 1938. La Yavuz rimase l'ammiraglia della Marina Turca fino al suo ritiro dal servizio nel 1950.
La nave fu demolita nel 1973, dopo che il governo tedesco rifiutò l'invito a ricomprare la nave dalla Turchia. È stata l'ultima nave sopravvissuta della marina imperiale tedesca e la corazzata tipo dreadnought con il più lungo servizio attivo del mondo.

## Costruzione

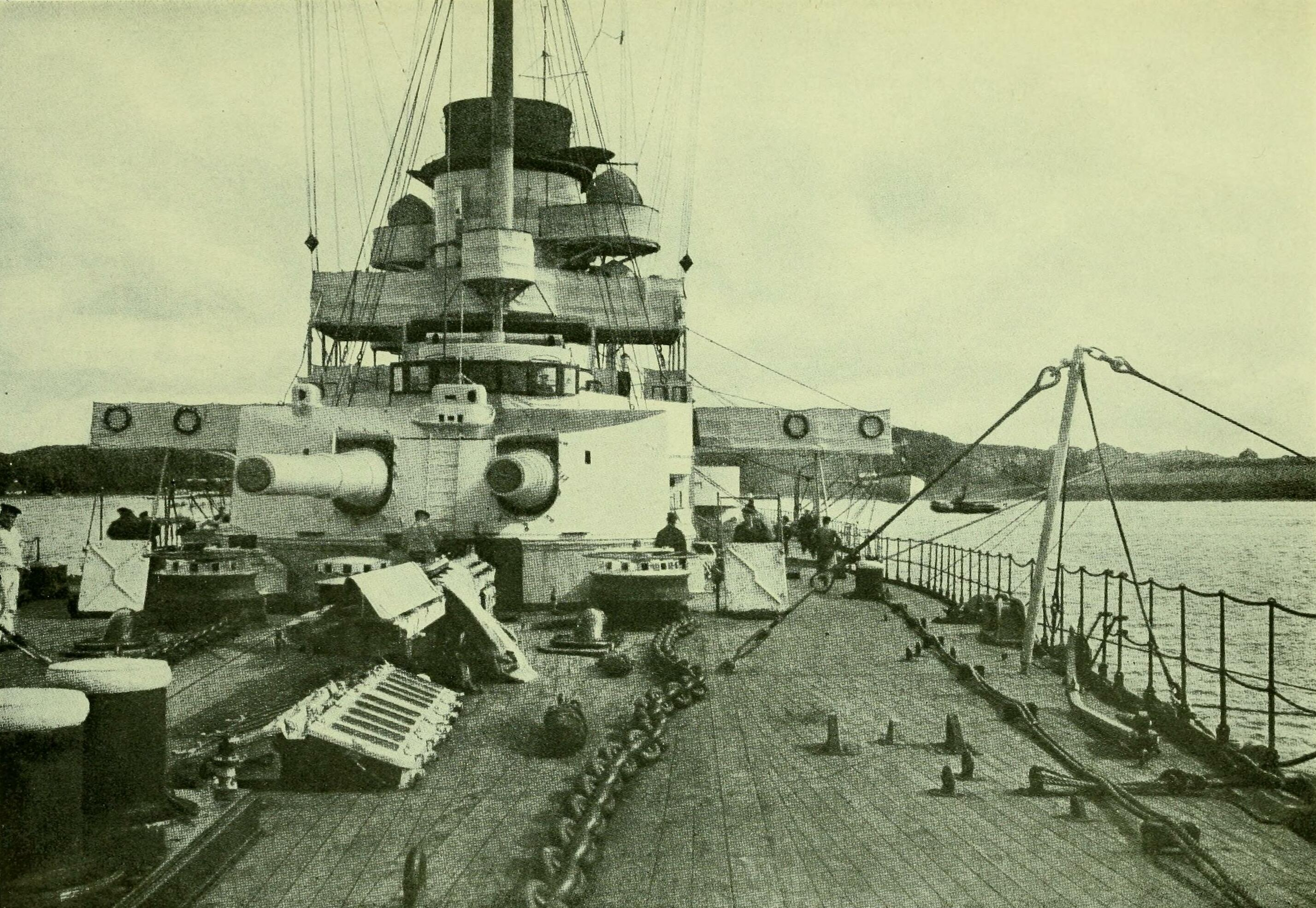
Torretta di prua della Goeben, sono visibili i periscopi del telemetro sul tetto della torretta ed il telemetro posto sulla torre di comando.

La Marina Imperiale ordinò la Goeben, il terzo Incrociatore da battaglia tedesco, l'8 aprile 1909 con la denominazione provvisoria di "H" dai cantieri Blohm & Voss di Amburgo ed il numero di costruzione 201. Lo scafo fu impostato il 19 agosto e varato il 28 marzo 1911. Completato l'allestimento, la nave entrò in servizio nella Marina Tedesca il 2 luglio 1912.
La Goeben misurava 186,6 m di lunghezza, 29,4 m di larghezza, e pescava 9,19 m a pieno carico. Il dislocamento era di 22.612 t, raggiungendo le 25.300 t a pieno carico. La Goeben era spinta da due gruppi di turbine Parsons su 4 assi alimentate da 24 caldaie a tubi d'acqua Schulz-Thornycroft, che fornivano 52.000 cv agli assi (39.000 kW) e una velocità massima di 25,5 nodi (47,2 km/h). A 14 nodi (26 km/h), l'autonomia era 4.120 miglia (7.630 km).
L'armamento principale era costituito da 10 cannoni da 280 mm in cinque torrette binate. L'artiglieria secondaria era formata da dodici cannoni da 150 mm posti in casamatta nella parte centrale della nave e dodici da 88 mm a prua, a poppa e intorno alla torre di comando anteriore. Era anche dotata di quattro tubi lanciasiluri da 500 mm sotto la linea di galleggiamento.

## Guerre balcaniche

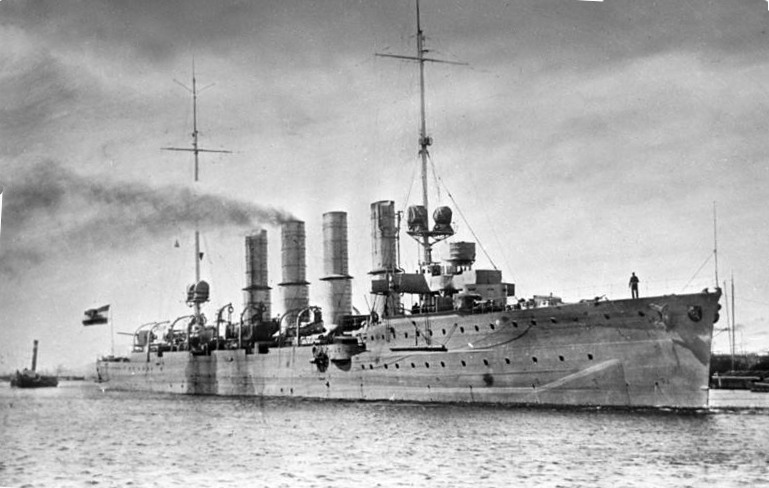
L'incrociatore leggero SMS Breslau, scorta della Goeben.

Allo scoppio della prima guerra balcanica, ottobre 1912, lo stato maggiore tedesco stabilì che era necessario, per proteggere gli interessi tedeschi nell'area, creare una divisione navale mediterranea (Mittelmeerdivision), perciò la Goeben e l'incrociatore leggero SMS Breslau vennero inviati a Costantinopoli. Le due navi lasciarono Kiel il 4 novembre ed arrivarono il 15 novembre 1912. Dall'aprile 1913 la Goeben visitò molti porti del Mediterraneo, tra cui Venezia, Pola e Napoli, prima di salpare per le acque albanesi. Dopo questo viaggio, la Goeben ritornò a Pola e ci rimase dal 21 agosto al 16 ottobre per manutenzione.
Il 29 giugno 1913, iniziò la seconda guerra balcanica e la divisione del mediterraneo fu trattenuta nell'area. Il 23 ottobre 1913, il contrammiraglio Wilhelm Souchon prese il comando della squadra. La Goeben e la Breslau continuarono le loro crociere nel Mediterraneo, visitando più di 80 porti prima dell'inizio della prima guerra mondiale. La Marina tedesca programmava di sostituire la Goeben con la sua gemella SMS Moltke, ma l'assassinio del Principe Ferdinando a Sarajevo, il 28 giugno del 1914, e la conseguente crescita della tensione fra le grandi potenze, lo rese impossibile.
Dopo l'assassinio di Sarajevo, il contrammiraglio Souchon si rese conto che la guerra era imminente fra gli Imperi Centrali e la Triplice intesa e ordinò il rientro a Pola per manutenzione. La nave arrivò nel porto austriaco di Pola il 10 luglio.
Furono inviati degli ingegneri dalla Germania per lavorare alla nave. Fra le varie riparazioni, furono sostituiti 4.460 tubi delle caldaie. Dopo il completamento dei lavori la nave partì per Messina, facendo tappa a Brindisi, il primo agosto (giorno della dichiarazione di guerra fra la Germania e l'Impero russo), dove si ricongiunse con l'incrociatore Breslau. Qui ottenne un rifiuto da parte delle autorità italiane, alle sue richieste di rifornirsi di carbone, giustificato dalle cattive condizioni del mare. Raggiunta Messina, dove era ancorata la nave mercantile tedesca General, ricevette la notizia della dichiarazione di neutralità dell'Italia. la situazione politica italiana costrinse il comandante Souchon a ricorrere a tutto il carbone ottenibile dai mercantili tedeschi presenti nel porto di Messina, per poi salpare alla mezzanotte del 2 agosto. L'incrociatore britannico Chatham mandato alla ricerca delle navi tedesche, giunse a Messina sei ore dopo, la mattina del 3 agosto, senza trovarne traccia.

## Prima guerra mondiale

### Inseguimento dellaGoebene dellaBreslau

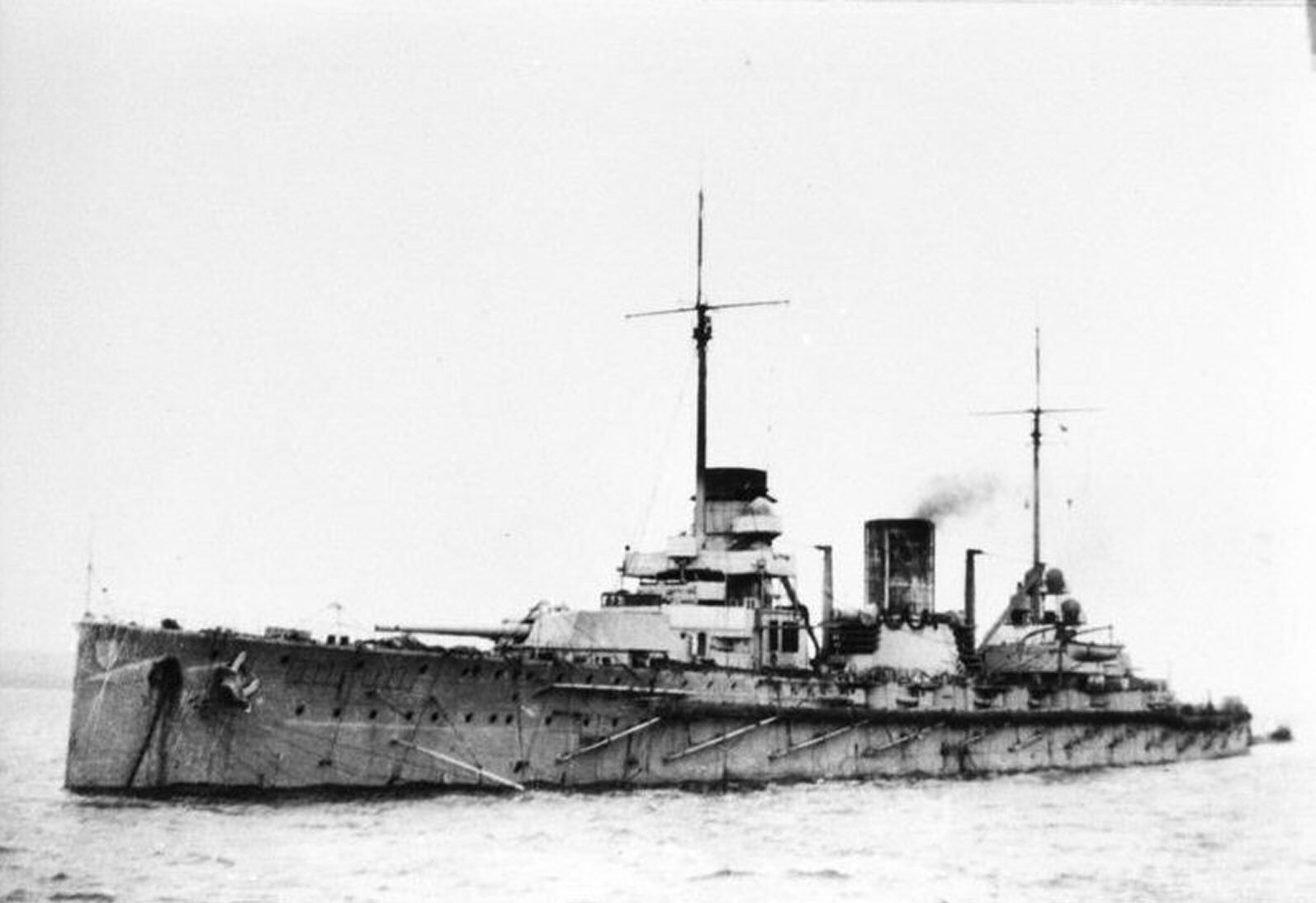
Goeben alla fonda in porto, data ignota.

Il Kaiser Guglielmo II aveva ordinato che, in caso di guerra, la Goeben e la Breslau avrebbero dovuto sia condurre dei raid nel Mediterraneo occidentale per impedire il transito di truppe francesi dal nord Africa all'Europa, sia cercare di forzare Gibilterra e tornare in acque tedesche attraverso l'Atlantico, a discrezione del loro comandante. Il 3 agosto 1914, la due navi dirigevano verso l'Algeria quando il contrammiraglio Souchon ricevette la notizia della dichiarazione di guerra alla Francia. La Goeben bombardò il porto di Philippeville (oggi Skikda, in Algeria) per circa 10 minuti, la mattina del 3 agosto, mentre la Breslau colpiva Bône (oggi Annaba) seguendo gli ordini del Kaiser. Gli ammiragli Alfred von Tirpitz e Hugo von Pohl gli trasmisero, successivamente, degli ordini segreti di dirigersi verso Costantinopoli, in contrasto con la volontà del Kaiser ed a sua insaputa.
La flotta francese dell'ammiraglio Lapeyrère, alla fonda a Tunisi, ebbe notizia della dichiarazione di guerra solo a notte inoltrata e poco dopo ebbe la notizia dei bombardamenti; troppo distante, non riuscì ad intervenire.
Dato che la Goeben non poteva raggiungere Costantinopoli senza fare rifornimento di carbone, Souchon diresse di nuovo verso Messina. La mattina del 3 agosto dopo le 10 del mattino Le due navi incontrarono i due incrociatori da battaglia britannici HMS Indefatigable e la HMS Indomitable, ma la Germania non aveva ancora dichiarato guerra alla Gran Bretagna e quindi non ci fu ingaggio. I britannici cercarono di inseguire la squadra tedesca ma Souchon poté superarli in velocità ed arrivare a Messina il 5 agosto.
Il rifornimento a Messina fu complicato dalla dichiarazione di neutralità dell'Italia resa nota il 2 agosto. Per il Diritto Internazionale, alle navi belligeranti era consentito di restare solo 24 ore in un porto neutrale. Le autorità italiane del porto di Messina si mostrarono compiacenti e consentirono alla Goeben ed alla Breslau di rimanere in porto per circa 36 ore mentre venivano rifornite di carbone da una carboniera tedesca. Nonostante il tempo guadagnato le riserve di carbone della Goeben non erano sufficienti per raggiungere Costantinopoli, così Souchon organizzò un incontro con un'altra carboniera nel Mar Egeo. La flotta francese rimase nel Mediterraneo occidentale, seguendo le direttive del comandante della flotta del Mediterraneo, l'ammiraglio Augustin Boué de Lapeyrère, che era convinto che Souchon avrebbe cercato di fuggire in Atlantico o raggiungere il porto austriaco di Pola.
La squadra tedesca partì da Messina il 6 agosto e si diresse verso il Mediterraneo orientale. I due incrociatori da battaglia britannici erano a 100 miglia di distanza, mentre un terzo, il HMS Inflexible, si stava rifornendo di carbone nel porto di Bizerta, in Tunisia. L'unica forza navale britannica che si trovava sulla rotta di Souchon era la prima squadra di incrociatori (1st Cruiser Squadron), che consisteva in quattro incrociatori corazzati HMS Defence, HMS Black Prince, HMS Duke of Edinburgh e HMS Warrior sotto il comando del contrammiraglio Ernest Troubridge. La squadra tedesca si diresse inizialmente verso l'Adriatico per ingannare gli inseguitori, riuscendo a confondere Troubidge che navigò verso l'imbocco dell'Adriatico. Dopo aver capito l'errore, Troubridge invertì la rotta e ordinò all'incrociatore leggero HMS  Dublin e a due cacciatorpediniere di lanciare un attacco con i siluri contro le navi tedesche. Le vedette della Breslau avvistarono gli attaccanti e nel buio, riuscirono a sfuggire all'attacco senza essere scoperte.
Troubridge rinunciò all'inseguimento il 7 agosto, convinto che ogni attacco contro la Goeben —armata con cannoni da 280 mm— portato con i suoi antiquati incrociatori corazzati sarebbe stato suicida. La rotta di Souchon verso Costantinopoli diventava, ora evidente.
La Goeben si rifornì di carbone al largo dell'isola di Donoussa. Nel pomeriggio del 10 agosto le due navi entrarono nello stretto dei Dardanelli. Vennero ricevute da una scorta d'onore, che le guidò all'interno del Mar di Marmara. Per ovviare ai limiti dello status di nazione neutrale dell'Impero Ottomano, la Germania trasferì le due navi alla Marina Ottomana il 16 agosto. Il 23 settembre, Souchon accettò il comando della Marina Ottomana. La Goeben fu ribattezzata Yavuz Sultan Selim e la Breslau, Midilli; i loro equipaggi tedeschi indossarono uniformi ottomane ed il fez.

### Attività nel Mar Nero

#### 1914

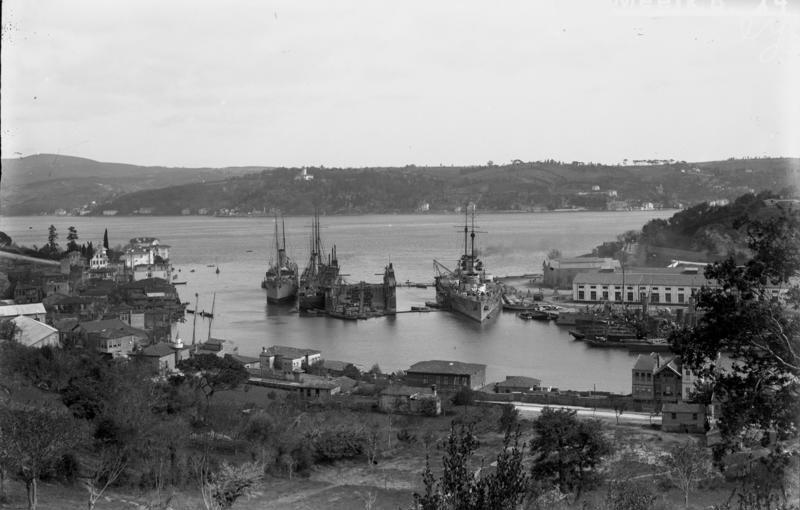
La Yavuz nel Bosforo.

Il 29 ottobre la Yavuz bombardò Sebastopoli nella prima operazione contro l'Impero Russo, nonostante l'Impero Ottomano non fosse ancora in guerra con la Triplice Intesa. Un proiettile da 254 mm delle batterie costiere colpì la nave nel fumaiolo di prora, ma non esplose facendo danni trascurabili. Altri due colpi fecero danni minimi. La nave, con la sua scorta, passò attraverso un campo di mine inattivo, durante l'azione. Tornando verso acque turche, la Yavuz incontrò il posamine russo Prut che si autoaffondò con il suo carico di 700 mine. Durante l'ingaggio il cacciatorpediniere di scorta Leitenant Pushchin (Лейтенант Пущин) fu danneggiato da due proietti da 150 mm delle batterie secondarie della Yavuz. In risposta ai bombardamenti, la Russia dichiarò guerra il primo novembre, trascinando l'Impero Ottomano in guerra. La Francia e la Gran Bretagna bombardarono le fortezze di guardia ai Dardanelli il 3 novembre e consegnarono la formale dichiarazione di guerra due giorni dopo. Da questo scontro, la Marina Russa concluse che la Flotta del Mar Nero avrebbe dovuto rimanere unita per evitare di essere annientata, una nave per volta, dalla Yavuz.
La Yavuz, scortata dalla Midilli, intercettò la Flotta del Mar Nero 17 miglia al largo della costa della Crimea, il 18 novembre, mentre tornava dal bombardamento della città turca di Trebisonda. Nonostante fosse mezzogiorno era presente la nebbia e, dopo l'avvistamento reciproco da parte degli incrociatori, passò mezz'ora prima che le navi da battaglia si individuassero, quando, ormai erano a 8.000 m di distanza. La Flotta del Mar Nero aveva sperimentato il coordinamento del fuoco da parte di una nave comando prima della guerra e la Evstafi (in russo Евстафий?, eponima della classe omonima) non aprì il fuoco finché la nave comando, la Ioann Zlatoust (in russo: Иоанн Златоуст), non fu in grado di rilevare la Yavuz. Quando fu ricevuta la soluzione di tiro, eccedeva di 3.700 m quella rilevata dalla Evstafi, che era di 7.000 m, quindi la Evstafi aprì il fuoco con i propri dati di tiro prima che la Yavuz manovrasse per fare fuoco di bordata. Riuscì a colpire la Yavuz con uno dei suoi proiettili da 305 mm che penetrò parzialmente una delle casematte dei cannoni secondari da 150 mm. Il colpo fece detonare le munizioni presenti nella camera di manovra, uccidendo tutti i membri dell'equipaggio del cannone. In totale morirono 13 uomini e tre rimasero feriti.

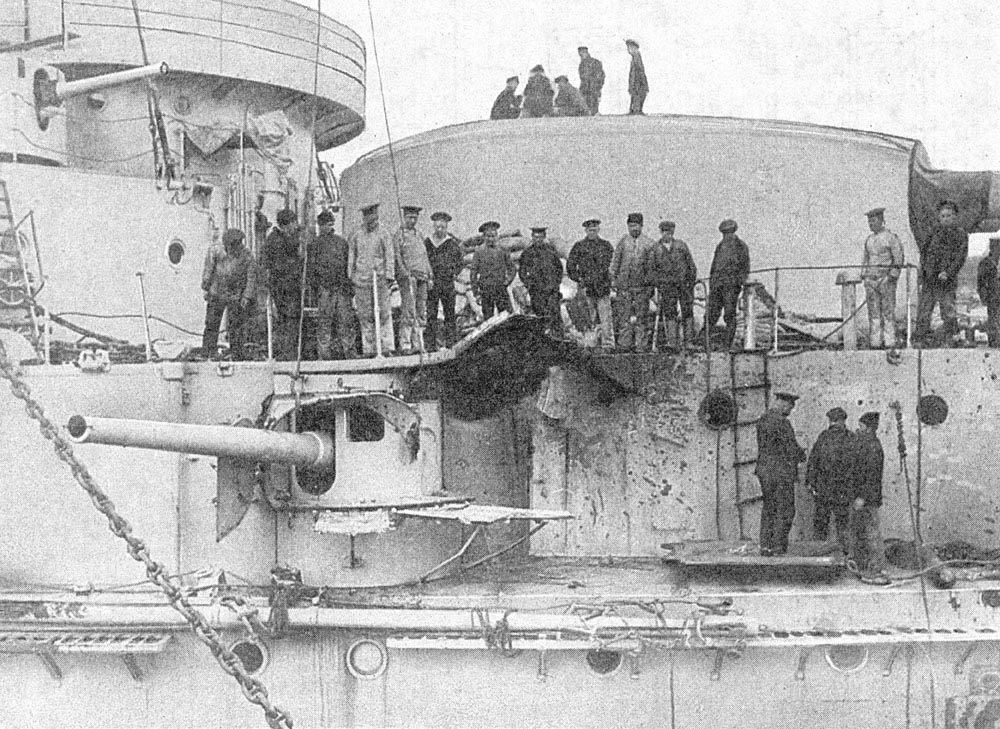
Danni inferti dalla Goeben alla Evstafi

La Yavuz rispose al fuoco e colpì la Evstafi nel fumaiolo centrale; il proietto esplose dopo aver trapassato il fumaiolo e distrusse le antenne dell'impianto radio per la trasmissione dei dati di tiro, così la Evstafi non poté correggere i dati telemetrici errati della Ioann Zlatoust. Le altre navi russe o utilizzarono i dati errati della Ioann Zlatoust o non riuscirono a vedere la Yavuz e non misero a segno nessun colpo. La Yavuz colpì la Evstafi altre quattro volte, uno dei proiettili non esplose, prima che il contrammiraglio Wilhelm Souchon decidesse di rompere il contatto dopo 14 minuti di combattimento. I quattro proiettili da 280 mm uccisero 34 marinai russi e ne ferirono 24.
Il mese successivo, il 5 e 6 dicembre, la Yavuz e l'incrociatore Hamidiye scortarono un convoglio di trasporto truppe, ed il 10 dicembre, la Yavuz bombardò Batumi. Il 23 dicembre scortarono tre navi da trasporto a Trebisonda. Tornando da un'altra missione di scorta, il 26 dicembre, la Yavuz urtò una mina che esplose al di sotto della torre di comando, dal lato di dritta, un miglio al largo del Bosforo. L'esplosione creò uno squarcio di 50 m2 nello scafo, ma la controcarena anti-siluro tenne. Due minuti dopo, la Yavuz urtò una seconda mina, sempre sul lato di dritta, all'altezza dell'estremità anteriore della barbetta della batteria principale; aprendo una falla di 64 m2. Le lamiere della camera stagna si curvarono di 30 cm, ma mantennero la tenuta al mare. A causa delle esplosioni la nave imbarcò 600 t di acqua. Solo all'appello fu scoperta l'assenza di due marinai che poi risultarono rimasti intrappolati negli scompartimenti allagati dalle mine. Non era presente, nell'Impero Ottomano, un bacino di carenaggio abbastanza grande da permettere di portare in secca la Yavuz, così si dovettero fare delle riparazioni temporanee utilizzando dei Cofferdam (dighe temporanee metalliche) per creare, pompando via l'acqua, un'area asciutta per effettuare le riparazioni. Le falle nello scafo furono riparate con il calcestruzzo, che durò per diversi anni finché non furono necessarie riparazioni definitive.

#### 1915
Ancora danneggiata la Yavuz fece una sortita dal Bosforo il 28 gennaio e ancora, il 7 febbraio 1915, per aiutare la Midilli a sfuggire alla flotta russa; inoltre coprì il ritorno dell'incrociatore corazzato Hamidiye. Poi la Yavuz iniziò i lavori di riparazione che durarono fino a maggio.
Il primo aprile, con le riparazioni ancora incomplete, la Yavuz lasciò il Bosforo insieme alla Midilli (la ex Breslau) per coprire il rientro della Hamidiye e dell'incrociatore corazzato Mecidiye, che erano stati inviati a bombardare il porto di Odessa. Forti correnti trascinarono gli incrociatori 15 miglia ad est presso la barra posta di fronte alla baia formata dalla foce del Bug Meridionale dove sorge la città di Mykolaïv. Mentre si riportavano verso ovest, il Mecidiye urtò una mina ed affondò, portando alla cancellazione della missione di bombardamento. Successivamente la Yavuz e la Midilli si portarono al largo di Sebastopoli ed affondarono due vapori da trasporto, la flotta russa le inseguì tutta la giornata, poi, giunta la notte, inviò alcuni cacciatorpediniere, per tentare un attacco con i siluri. Solo uno dei cacciatorpediniere, il Gnevny, fu in grado di lanciare i siluri, che mancarono il bersaglio. La Yavuz e la Midilli tornarono nel porto del Bosforo, illese.
Il 25 aprile, lo stesso giorno dello sbarco a Gallipoli, navi russe si portarono al largo del Bosforo e bombardarono i forti all'ingresso dello stretto. Due giorni dopo la Yavuz di diresse verso sud per bombardare le truppe dell'Intesa a Gallipoli, scortata dalla corazzata pre-dreadnought Turgut Reis (ex SMS Weissenburg) della classe Brandenburg. Furono avvistate al tramonto, da un pallone frenato, mentre si schieravano. Quando la prima salva da 380 mm della HMS Queen Elizabeth (1913) colpì le acque vicino alla loro posizione, la Yavuz si spostò vicino alle scogliere, dove non poteva essere raggiunta dai colpi della Queen Elizabeth. Il 30 aprile, la Yavuz tentò ancora la missione di bombardamento, ma fu individuata dalla corazzata pre-dreadnought HMS Lord Nelson che si era portata all'interno dei Dardanelli per bombardare il comando turco presso Çanakkale. La nave britannica riuscì soltanto a lanciare cinque proietti prima che la Yavuz si portasse fuori tiro.
Il primo maggio, la Yavuz si diresse verso la baia di Beykoz, all'interno del Bosforo, poiché la flotta russa aveva bombardato i forti all'ingresso del Bosforo. Intorno al 7 maggio, fece una sortita verso Sebastopoli, cercando di intercettare delle navi russe, senza esito. Avendo scarsità di munizioni per le batterie principali, non bombardò Sebastopoli. Mentre tornava, la mattina del 10 maggio, le vedette della Yavuz individuarono due corazzate russe pre-dreadnoughts, la Tri Sviatitelia (dal russo: Три Святителя, "i tre sacri gerarchi") e la Pantelimon, ed aprì il fuoco. Nei primi 10 minuti, fu colpita due volte dalla risposta russa e nonostante non fosse seriamente danneggiata, l'ammiraglio Souchon decise di rompere il contatto e tornare verso il Bosforo, inseguito dal naviglio leggero di scorta alle due navi russe.
Nel maggio due dei cannoni da 150 mm furono sbarcati per essere usati contro le truppe alleate nella penisola di Gallipoli, e anche quattro da 88 mm, posizionati sulla sovrastruttura di prora. Quattro cannoni antiaerei da 88 mm furono installati sulle sovrastrutture alla fine del 1915.

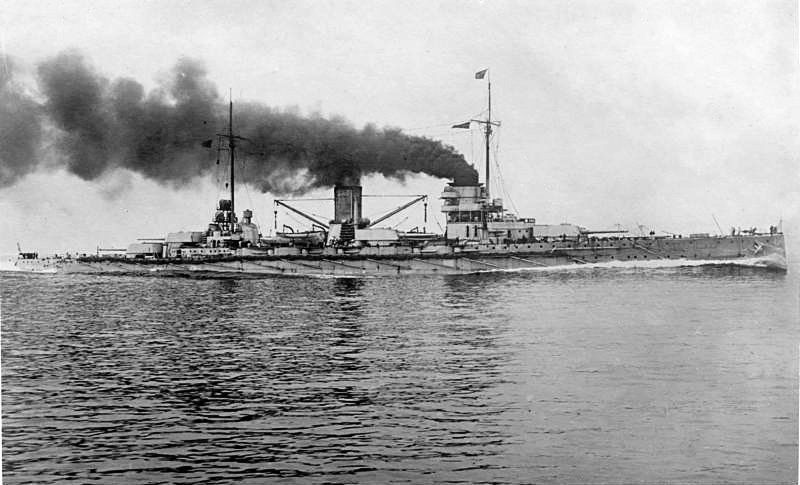
La Yavuz procede a tutto vapore.

Il 28 luglio la Midilli urtò una mina, imbarcando 610 t di acqua e non fu più in grado di scortare i convogli di carbone da Zonguldak al Bosforo. Così la Yavuz fu assegnata a questo compito strategico e il 10 agosto scortava un convoglio di cinque carboniere, insieme alla Hamidiye e a tre torpediniere. Durante il tragitto vennero attaccati da un sottomarino russo, il Tyulen (Тюлень, "foca"), che affondò una delle carboniere. Il giorno successivo il Tyulen e un altro sottomarino cercarono di attaccare la stessa Yavuz ma non riuscirono a trovare un'occasione per poter colpire il bersaglio.
Due cacciatorpediniere russe, il Bystry e il Pronzitelny, attaccarono un convoglio di due carboniere scortato dalla Hamidiye e da due torpediniere il cinque settembre. I cannoni da 150 mm dell'Hamidiye andarono in avaria, così la Yavuz fu inviata in soccorso, ma giunse troppo tardi: le due carboniere si erano già gettate in secca per evitare la cattura.
Il 21 settembre la Yavuz fu inviata di nuovo in soccorso di un convoglio attaccato da cacciatorpediniere russe. Le missioni di scorta continuarono fino al 14 novembre, quando la Yavuz fu attaccata dal sottomarino russo Morzh (Морж, "leone marino") fuori dal Bosforo, che la mancò di poco con i suoi due siluri. L'ammiraglio Souchon decise che il rischio per la sua ammiraglia era troppo grande e sospese la scorta ai convogli. Solo le navi che erano in grado di effettuare il trasporto da Zonguldak a Costantinopoli in una notte erano autorizzate. Al di fuori del Bosforo, venivano scortate dalle torpediniere per difenderle dai sottomarini russi in agguato. Verso la fine dell'estate, il completamento di due nuove navi da battaglia russe, l'Imperatrica Marija (in russo: Императрица Мария, "Maria Imperatrice") e l'Imperatrica Ekaterina Velikaja (in russo: Императрица Екатерина Великая, "Imperatrice Caterina la Grande") ulteriormente ridussero le attività della Yavuz.

#### 1916–17

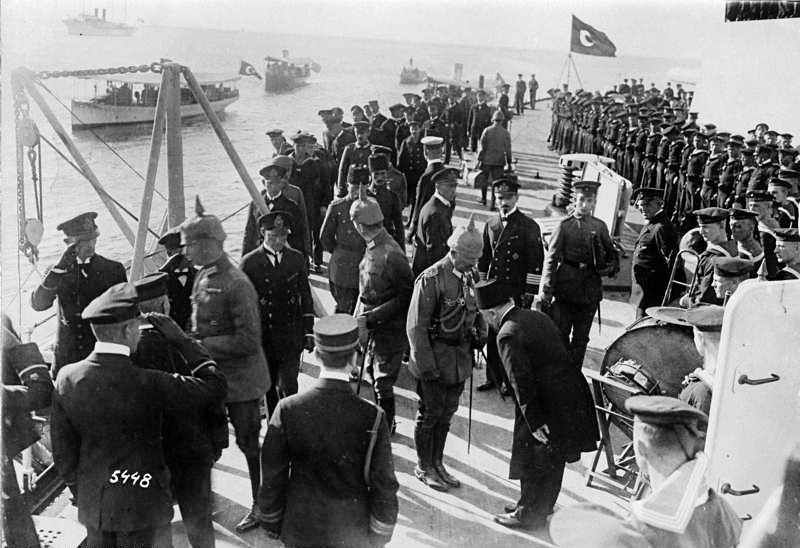
Guglielmo II di Germania visita la Yavuz nell'ottobre 1917.

L'ammiraglio Souchon inviò la Yavuz a Zonguldak l'8 gennaio, per proteggere una carboniera scarica che si avvicinava al porto, ma i Russi affondarono la carboniera prima dell'arrivo della Yavuz. Tornando verso il Bosforo, incontrò l'Imperatrica Ekaterina. Le due navi iniziarono un breve scambio di colpi, iniziato alla distanza di 18.500 m. La Yavuz virò a sud-ovest, e nei primi quattro minuti dello scontro, sparò cinque salve dalle batterie principali. Nessuna delle due navi riuscì a colpire l'avversario, ma alcune schegge di un colpo esploso in prossimità, colpirono Yavuz. Nonostante fosse, sulla carta, molto più veloce dell'Imperatrica Ekaterina, aveva la carena pesantemente incrostata e gli assi delle eliche in cattive condizioni. Queste condizioni resero molto difficile la fuga della Yavuz dalla potente corazzata russa, che era accreditata per 23,5 nodi di velocità massima.
Le forze russe stavano guadagnando ampie fasce del territorio ottomano durante la Campagna del Caucaso. Nel tentativo di prevenire ulteriori avanzate delle forze russe, la Yavuz trasportò 429 fra soldati ed ufficiali, una batteria da montagna, mitragliatrici e delle unità aeree, 1.000 fucili e 300 casse di munizioni a Trebisonda il quattro febbraio. Il quattro marzo, la Marina Russa sbarcò un distaccamento di circa 2.100 uomini, insieme a cannoni da montagna e cavalli, su entrambi i lati del porto di Atina (oggi Pazar, sull'estremità est della costa turca del Mar Nero). I turchi furono colti di sorpresa e costretti ad evacuare il porto. Un altro sbarco avvenne, in giugno, nella baia di Kavata, 5 miglia ad est di Trebisonda. Nel tardo giugno, le forze turche contrattaccarono e penetrarono per 20 miglia attraverso le linee russe. La Yavuz e la Midilli condussero una serie di azioni di appoggio all'attacco turco. Il 4 luglio la Yavuz cannoneggiò il porto di Tuapse, dove affondò un vapore e uno schooner. Le navi turche si diressero, poi verso nord per aggirare le navi russe che avevano lasciato Sebastopoli per intercettarle, per poi tornare nel Bosforo. La Yavuz rimase in scalo fino a settembre per le riparazioni agli assi delle eliche.
La scarsità di carbone continuò a peggiorare fino a quando l'ammiraglio Souchon fu costretto a sospendere le operazioni per tutto il 1917. Dopo la firma dell'armistizio tra la Russia e l'Impero Ottomano, nel dicembre del 1917, formalizzato, poi, dal Trattato di Brest-Litovsk, il carbone ricominciò ad arrivare dalla Turchia orientale.

#### 1918

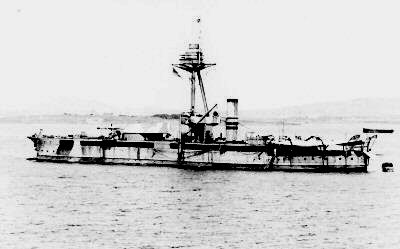
Il monitore britannico HMS Raglan, distrutto dal fuoco della Yavuz.

Il 20 gennaio 1918, la Yavuz e la Midilli lasciarono i Dardanelli sotto il comando del vice-ammiraglio Rebeur-Paschwitz, che aveva sostituito Wilhelm Souchon richiamato in patria a settembre per assumere il comando del IV. Geschwader (quarta squadra da battaglia della Hochseeflotte) nell'Operazione Albion. L'intenzione di Rebeur-Paschwitz era di attirare le forze dell'Intesa lontano dalla Palestina in appoggio delle forze turche nell'area. Fuori dagli stretti, nella sortita nota come la Battaglia di Imbros, la Yavuz sorprese ed attaccò una piccola squadra inglese, priva di protezione da parte di corazzate; nonostante l'opposizione dei cacciatorpediniere HMS Tigress e HMS Lizard, affondò i monitori HMS Raglan e HMS M28 che si erano rifugiati nella baia non potendo sfuggire a causa della loro scarsa velocità. Rebeur-Paschwitz decise di avanzare verso il porto di Mudros nell'isola di Lemno; qui la corazzata britannica pre-dreadnought HMS Agamemnon stava mettendo in pressione le caldaie per ingaggiare le navi turche. Mentre procedeva la Midilli urtò alcune mine ed affondò; anche la Yavuz urtò tre mine. Ritirandosi verso i Dardanelli e inseguita dai due cacciatorpediniere britannici, fu intenzionalmente arenata presso capo Nagara, appena fuori dai Dardanelli.

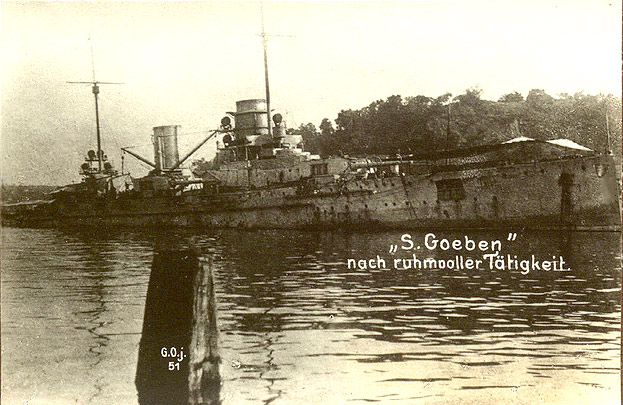
La Yavuz arenata, gennaio 1918

I britannici la attaccarono con i bombardieri del secondo gruppo dell'aviazione navale (Royal Naval Air Service) e la colpirono solo due volte, su 180 bombe lanciate, senza fare danni rilevanti. Il monitore HMS M17 cercò di colpire la nave arenata ma dovette ritirarsi dopo solo 10 salve per la reazione dell'artiglieria costiera turca. Il sottomarino HMS E14 fu inviato per distruggere la nave danneggiata, ma troppo tardi; la vecchia corazzata Turgut Reis aveva già trainato la Yavuz a Costantinopoli. La Yavuz non era in grado di operare a causa degli estesi danni; le riparazioni andarono avanti dal 7 agosto al 19 ottobre.
La Yavuz scortò la commissione dell'Impero Ottomano ad Odessa per partecipare ai negoziati successivi al trattato di Brest-Litovsk, il 30 marzo 1918. Dopo essere tornata da Costantinopoli salpò in maggio verso Sebastopoli dove effettuò la pulizia della carena e alcune piccole riparazioni. Il 28 giugno la Yavuz insieme ad alcuni cacciatorpediniere si diressero a Novorossijsk per sequestrare le rimanenti navi sovietiche, che però si autaffondarono prima dell'arrivo delle navi turche. I cacciatorpediniere rimasero a Novorossijsk, mentre la Yavuz ritornò a Sebastopoli. Il 14 luglio la nave fu messa in disarmo per il resto della guerra. Dopo aver effettuato i lavori precedentemente iniziati la Yavuz tornò a Costantinopoli, dove dal 7 agosto al 19 ottobre, fu installata, intorno alla nave in secca, una diga di palancole per poter effettuare delle riparazioni dei danni inflitti alla nave dalle mine.
La Marina Tedesca trasferì formalmente la proprietà della nave al governo turco il due di novembre. Secondo il Trattato di Sèvres fra l'Impero Ottomano e gli Alleati, la Yavuz avrebbe dovuto essere ceduta alla Marina Britannica come riparazione dei danni di guerra. Dopo la Guerra d'indipendenza turca, guidata da Mustafa Kemal Atatürk, il Trattato di Sèvres fu superato ed al suo posto fu siglato il Trattato di Losanna nel 1923. Con questo trattato, la Turchia riconquistò gran parte della flotta, tra cui la Yavuz.

## Il dopoguerra

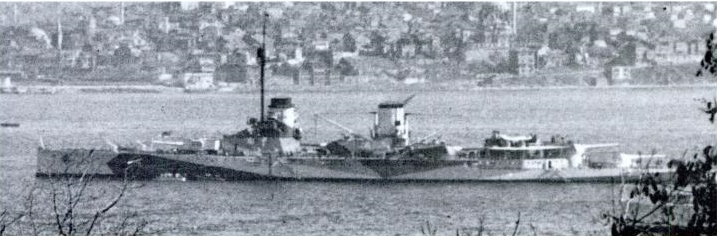
La Yavuz ad Istanbul durante la visita della nave statunitense USS Missouri nel 1946.

Negli anni venti l'impegno per un ammodernamento della Yavuz fu l'argomento costante delle varie politiche navali che si succedettero in Turchia. La nave rimase a Ïzmit fino al 1926, in abbandono: solo due caldaie funzionavano, non poteva manovrare o muovere ed aveva ancora i danni causati dalle mine nel 1918. Inoltre, il sistema di controllo del tiro era stato rimosso, nonostante la nave fosse formalmente turca, dall'equipaggio tedesco perché non finisse in mani alleate. Furono raccolti abbastanza fondi per finanziare un nuovo scalo galleggiante da 26.000 t costruito in Germania, dato che la Yavuz non poteva essere rimorchiata senza il rischio di affondare in caso di mare grosso.

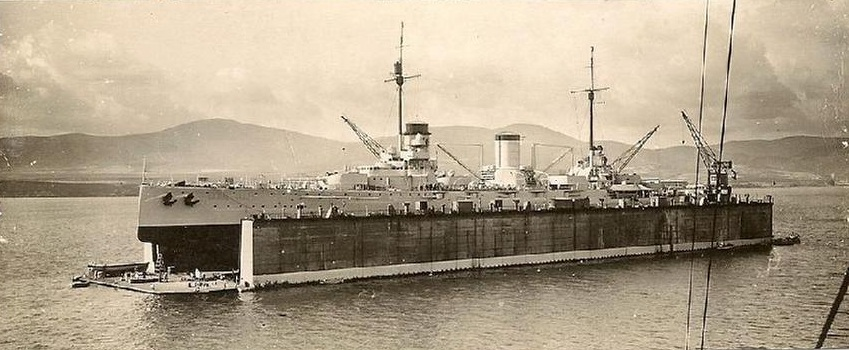
La Yavuz nello scalo galleggiante presso Gölcük, nel 1928.

La ditta francese Atelier et Chantiers de St. Nazaire-Penhöet ricevette l'appalto nel dicembre 1926 per supervisionare il conseguente aggiornamento che fu effettuato dal cantiere navale Gölcük Naval Shipyard. I lavori procedettero per tre anni (1927–1930); subirono un arresto quando diversi compartimenti dello scalo galleggiante collassarono una volta svuotati. la Yavuz fu leggermente danneggiata e lo scalo dové essere riparato prima che i lavori di riparazione riprendessero. Il Ministro della Marina, Ihsan Bey, fu accusato di appropriazione indebita a seguito di un'inchiesta. Altri ritardi furono dovuti alle accuse di frode che portarono all'abolizione del ministero della marina. Il capo di stato maggiore, Marshal Fevzi, si oppose alle spese per le costruzioni navali e rallentò tutti i programmi di costruzione che erano stati impostati dopo le accuse di frode. I lavori iniziarono a procedere rapidamente solo dopo che la Marina Greca effettuò un'esercitazione navale su larga scala al limite delle acque turche nel 1928. Il governo turco espresse la necessità di contrastare la superiorità greca sul mare. furono ordinati 4 cacciatorpediniere due sottomarini da cantieri italiani. Il governo greco propose una moratoria di 10 anni nelle costruzioni navali sul modello del Trattato di Washington quando apprese che la Yavuz stava per essere rimessa in linea, pur riservandosi di costruire due nuovi incrociatori. Il governo turco rifiutò questa proposta, e dichiarò che la nave avrebbe dovuto bilanciare il cresciuto potere navale sovietico nel Mar Nero.
Nei lavori di aggiornamento fu riparato il danno fatto dalle mine, fu aumentato il dislocamento fino a 23.100 t e lo scafo fu leggermente modificato. La lunghezza fu ridotta di mezzo metro ma la larghezza fu aumentata di 10 cm. La Yavuz fu equipaggiata con nuove caldaie e un nuovo sistema di controllo del tiro di origine francese. Due dei cannoni da 150 mm furono tolti dalla casamatta.
La Yavuz fu rimessa in servizio nel 1930, riprendendo il ruolo di nave ammiraglia della flotta turca, e, nelle prove di velocità, mostrò prestazioni superiori a quelle previste di progetto; anche le prove di tiro furono soddisfacenti. I quattro cacciatorpediniere che dovevano costituire la sua scorta furono completati fra il 1931 ed il 1932; le loro prestazioni non raggiunsero mai quelle previste. Per rispondere all'entrata in servizio della Yavuz, l'Unione Sovietica trasferì, verso la fine del 1929, la corazzata Parižskaja Kommuna (in russo Парижская коммуна?, Comune di Parigi) della classe Gangut e l'incrociatore leggero Profintern dal Mar Baltico per mantenere la parità tra la Flotta del Mar Nero e quella turca. Il governo greco rispose ordinando due cacciatorpediniere.
Nel 1933, portò il Primo Ministro İsmet İnönü da Varna ad Istanbul e lo Scià dell' Iran da Trebisonda a Samsun l'anno seguente. La Sultano Yavuz Selim fu ribattezzata sinteticamente Yavuz nel 1936. Una breve revisione fu condotta nel 1938, e nel novembre dello stesso anno trasportò la salma di Mustafa Kemal Atatürk da Istanbul a İzmit. Nel 1937 fu considerata, insieme alle altre navi della flotta turca, obsoleta dal British Naval Attache (L'ufficiale della marina britannica assegnato all'ambasciata di Istanbul), in parte perché priva di un armamento antiaereo adeguato, comunque nel 1938 il governo turco iniziò a programmare un incremento della forza navale. I piani di costruzioni navali, basati su acquisti da cantieri esteri, furono fermati dall'inizio della seconda guerra mondiale.

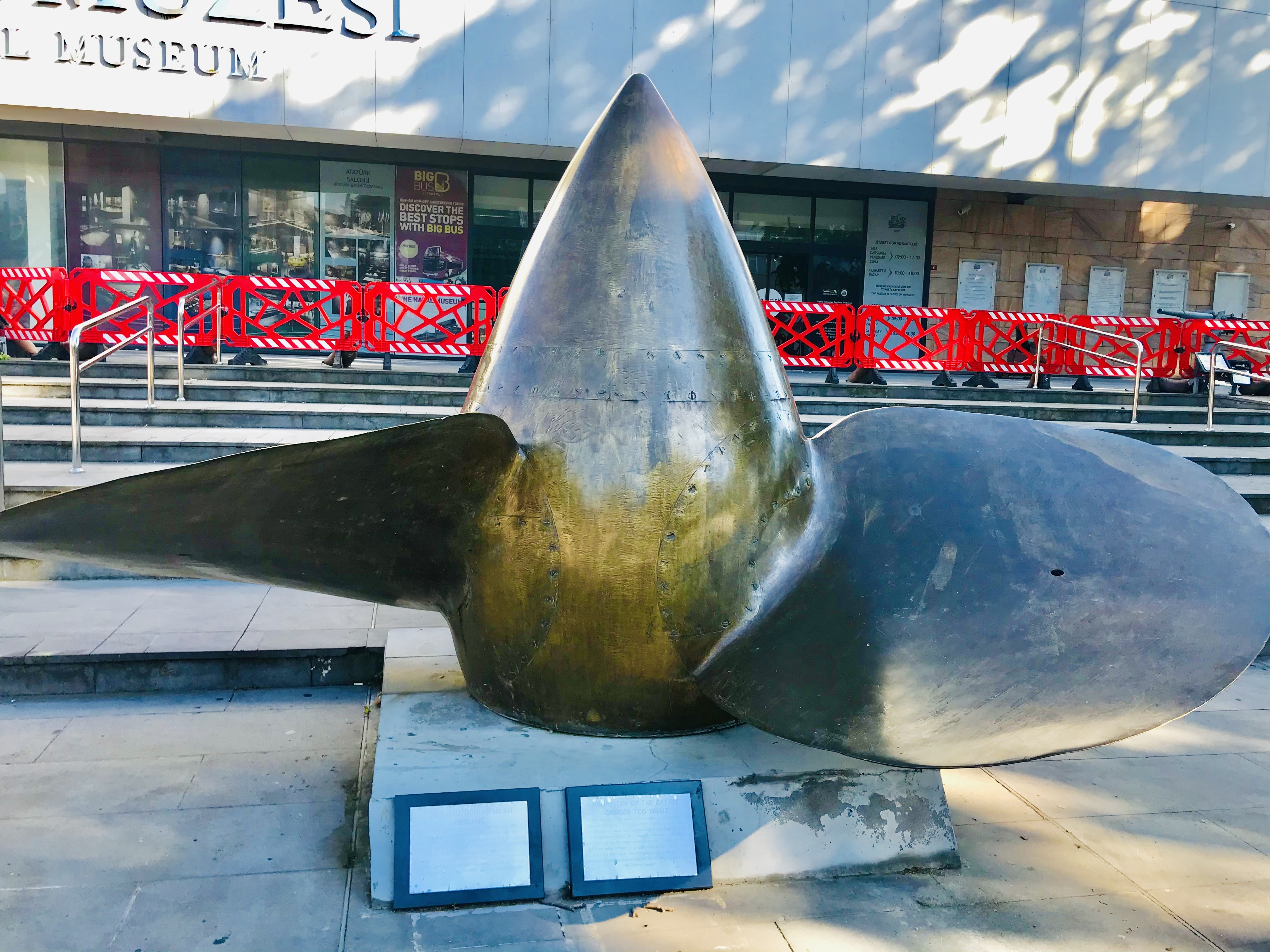
Una delle eliche della Yavuz, in mostra presso la città portuale turca di Gölcük, sul Mar di Marmara.

La Yavuz rimase in servizio per tutta la durata del conflitto. Nel novembre 1939, insieme alla Parižskaja Kommuna, erano le uniche navi da battaglia presenti nel Mar Nero. Secondo fonti dell'epoca la Yavuz era superiore alla nave sovietica poiché quest'ultima era in cattive condizioni generali. Nel 1941, le batterie antiaeree furono potenziate a quattro cannoni da 88 mm, dieci da 40 mm, e quattro da 20 mm. Quest'ultima dotazione fu aumentata successivamente a 22 cannoni da 40 mm e 24 da 20 mm.
Dopo la guerra, il 5 aprile 1946, la corazzata statunitense USS Missouri, l'incrociatore leggero USS Providence, ed il cacciatorpediniere USS Power arrivarono ad Istanbul per riportare le spoglie dell'ambasciatore turco Münir Ertegün. La Yavuz salutò le navi nel Bosforo, con 19 salve a cui rispose la Missouri.
Dopo il 1948, la nave fu basata a İzmit o a Gölcük. fu ritirata dal servizio il 20 dicembre 1950 e radiata il 14 novembre 1954. Quanto la Turchia aderì alla NATO, nel 1952, alla nave fu assegnato il numero di scafo B70. Il governo turco propose alla Germania Occidentale di acquistare la nave nel 1963, ma l'offerta fu rifiutata. La Turchia vendette la nave alla ditta di demolizioni M.K.E. Seyman nel 1971. Fu rimorchiata verso il cantiere di demolizione il 7 giugno 1973, e il lavoro fu completato nel febbraio 1976.